# اقیصر
اقیصر از بت‌های عرب پیش از اسلام بوده‌است که قبایل قضاعه، لخم، عامله و غطفان بوده، که در حدود شمالی عربستان در نزدیکی شام، پرستشگاه و بت‌خانه داشته‌است. زهیر بن ابی‌سلمی و شنفره از شاعرانی هستند که دربارهٔ این بت شعر سروده‌است.